# Монтонерос

Офіційний логотип Монтонерос

Пероністський рух Монтонеро (ісп. Movimiento Peronista Montonero) або просто Монтонерос (Montoneros) — аргентинська націонал-революційна пероністська партизанська організація, що найбільш активно діяла в період 1960-х і 1970-х років. Девізом руху було venceremos («ми переможемо»). Після повернення Хуана Перона з 20-літнього вигнання та Есейської різанини 20 червня 1973 року, в травні 1974 року за вимогою Перона Монтенерос був вигнаний з Пероністської партії. В 1977 році, протягом диктатури Хорхе Відели, рух був остаточно заборонений та розпущений.